# Steve Mesler
Steve Mesler, né le 28 août 1978 à Buffalo (New York, États-Unis), est un bobeur américain.
Au cours de sa carrière, il a notamment remporté un titre de champion du monde de bob à 4 aux Championnats du monde 2009 à Lake Placid.
Il participa aux Jeux olympiques de 2006 et fut champion olympique de Bobsleigh à quatre aux Jeux olympiques de 2010.

## Palmarès

### Jeux Olympiques
- : médaillé d'or en bob à 4 aux JO 2010.

### Championnats monde
- : médaillé d'or en bob à 4 aux championnats monde de 2009.
- : médaillé de bronze en bob à 4 aux championnats monde de 2004.